# Liga Europa da UEFA de 2010–11
A Liga Europa da UEFA 2010–11 foi a segunda temporada com um novo nome para a competição anteriormente conhecida como Taça UEFA. A final foi jogada no Aviva Stadium, na cidade de Dublin, na Irlanda, e o vencedor foi o Porto.

## Calendário
Todos os sorteios serão realizados em Nyon, Suíça.
| Fase           | Rodada                | Data Sorteio            | 1º Jogo                               | 2ª Jogo                               |
| -------------- | --------------------- | ----------------------- | ------------------------------------- | ------------------------------------- |
| Qualificação   | 1ª Rodada             | 21 Junho 2010           | 1 Julho 2010                          | 8 Julho 2010                          |
| Qualificação   | 2ª Rodada             | 21 Junho 2010           | 15 Julho 2010                         | 22 Julho 2010                         |
| Qualificação   | 3ª Rodada             | 16 Julho 2010           | 29 Julho 2010                         | 5 Agosto 2010                         |
| Play-off       | Play-off round        | 6 Agosto 2010           | 19 Agosto 2010                        | 26 Agosto 2010                        |
| Fase de Grupos | Jogo 1                | 27 Agosto 2010 (Mônaco) | 16 Setembro 2010                      | 16 Setembro 2010                      |
| Fase de Grupos | Jogo 2                | 27 Agosto 2010 (Mônaco) | 30 Setembro 2010                      | 30 Setembro 2010                      |
| Fase de Grupos | Jogo 3                | 27 Agosto 2010 (Mônaco) | 21 Outubro 2010                       | 21 Outubro 2010                       |
| Fase de Grupos | Jogo 4                | 27 Agosto 2010 (Mônaco) | 4 Novembro 2010                       | 4 Novembro 2010                       |
| Fase de Grupos | Jogo 5                | 27 Agosto 2010 (Mônaco) | 1–2 Dezembro 2010                     | 1–2 Dezembro 2010                     |
| Fase de Grupos | Jogo 6                | 27 Agosto 2010 (Mônaco) | 15–16 Dezembro 2010                   | 15–16 Dezembro 2010                   |
| Fases Finais   | Dezasseis-avos finais | 17 Dezembro 2010        | 17 Fevereiro 2011                     | 24 Fevereiro 2011                     |
| Fases Finais   | Oitavas de Final      | 17 Dezembro 2010        | 10 Março 2011                         | 17 Março 2011                         |
| Fases Finais   | Quartas de Final      | 18 Março 2011           | 7 Abril 2011                          | 14 Abril 2011                         |
| Fases Finais   | Semi-finais           | 18 Março 2011           | 28 Abril 2011                         | 5 Maio 2011                           |
| Fases Finais   | Final                 | 18 Março 2011           | 18 Maio 2011 no Aviva Stadium, Dublin | 18 Maio 2011 no Aviva Stadium, Dublin |

## Clubes

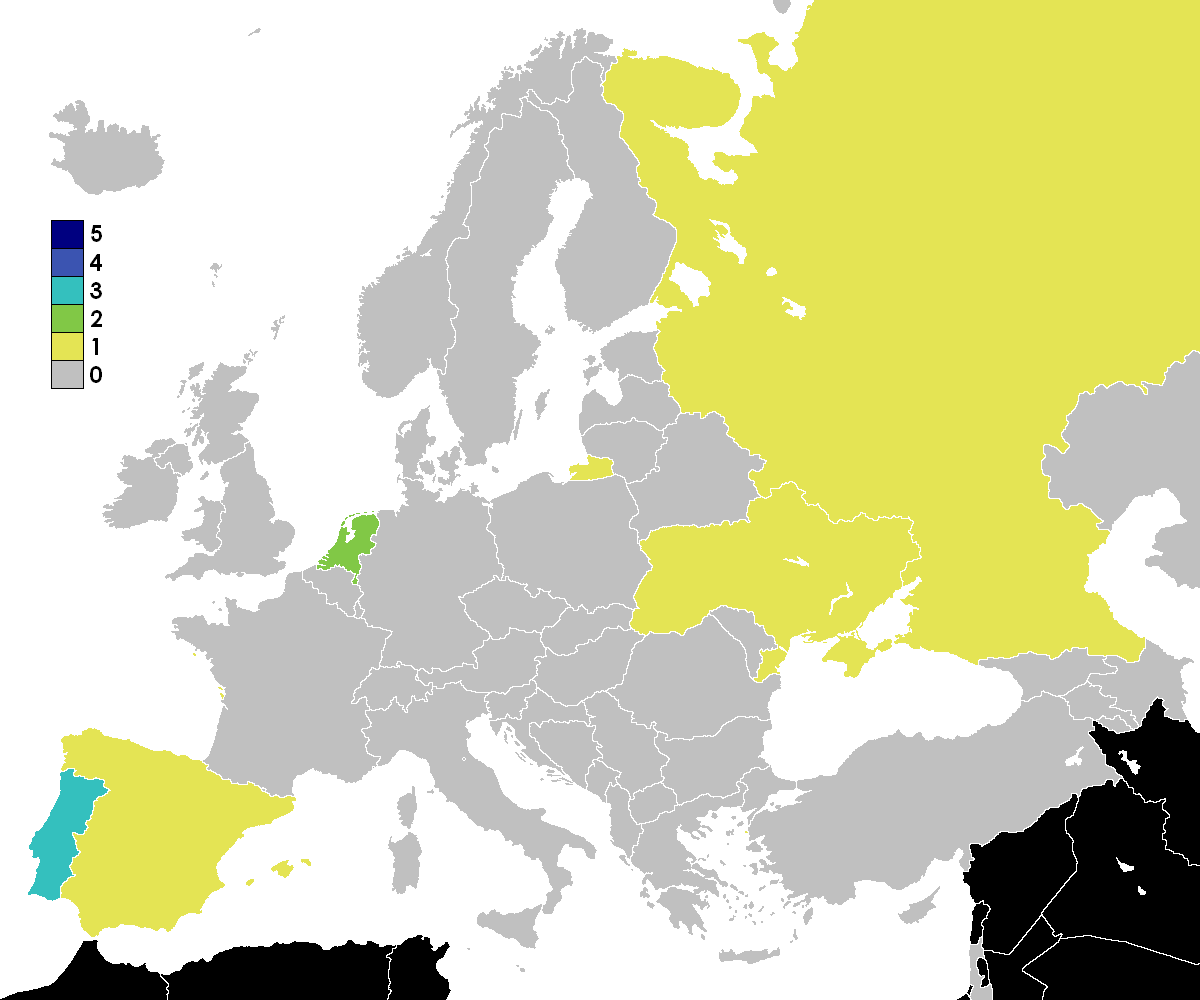
Número de equipas activas nos quartos-de-final por país na Liga Europa de 2010-11.

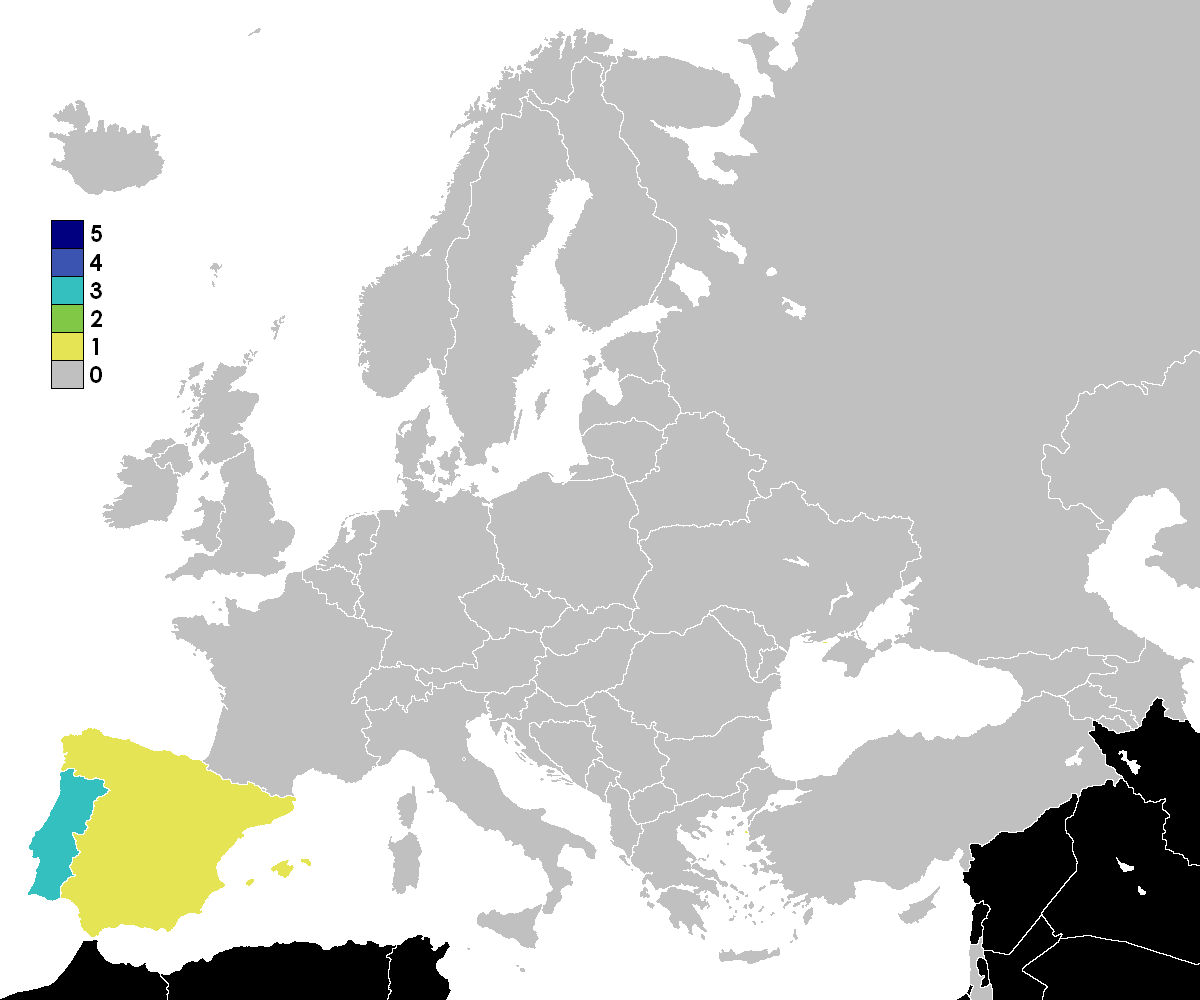
Número de equipas nas meias-finais por país na Liga Europa de 2010-11.

| Dezasseis-avos finais | Dezasseis-avos finais   | Dezasseis-avos finais   | Dezasseis-avos finais      |
| --------------------- | ----------------------- | ----------------------- | -------------------------- |
| Twente (UCL FG)       | Benfica (UCL FG)        | Rangers (UCL FG)        | Rubin Kazan (UCL FG)       |
| Basel (UCL FG)        | Spartak Moscow (UCL FG) | Ajax (UCL FG)           | Braga (UCL FG)             |
| Fase de grupos        |                         |                         |                            |
| Atlético Madrid1      | Zenit (UCL PO)          | Young Boys (UCL PO)     | Red Bull Salzburg (UCL PO) |
| Sevilla (UCL PO)      | Dínamo de Kiev (UCL PO) | Sparta Praga (UCL PO)   | Sheriff (UCL PO)           |
| Sampdoria (UCL PO)    | Anderlecht (UCL PO)     | Rosenborg (UCL PO)      |                            |
| Play-off              |                         |                         |                            |
| Manchester City       | Lokomotiv Moscow        | AEK Athens              | Unirea Urziceni (UCL 3R)   |
| Aston Villa           | CSKA Moscow             | Dundee United           | Dinamo Zagreb (UCL 3R)     |
| Getafe                | Tavriya Simferopol      | Club Brugge             | AIK (UCL 3R)               |
| Villarreal3           | Metalist Kharkiv        | Grasshopper             | PAOK (UCL 3R)              |
| Palermo               | PSV Eindhoven           | Aktobe (UCL 3R)         | Celtic (UCL 3R)            |
| Napoli                | Feyenoord               | HJK Helsinki (UCL 3R)   | Fenerbahçe (UCL 3R)        |
| Bayer Leverkusen      | Vaslui                  | The New Saints (UCL 3R) | Gent (UCL 3R)              |
| Borussia Dortmund     | Steaua Bucuresti        | Litex Lovech (UCL 3R)   | Omonia (UCL 3R)            |
| Paris Saint-Germain   | Porto                   | BATE Borisov (UCL 3R)   | Lech Poznan (UCL 3R)       |
| Lille                 | Trabzonspor             | Debrecen (UCL 3R)       |                            |
| 3ª Pré-eliminatória   |                         |                         |                            |
| Liverpool2            | Sporting CP             | Beroe Stara Zagora      | Apollon                    |
| Juventus              | Galatasaray             | CSKA Sofia              | IFK Göteborg               |
| Stuttgart             | Aris                    | Viktoria Plzeň          | Slovan Bratislava          |
| Montpellier           | Hibernian               | Jablonec                | Jagiellonia                |
| Sibir Novosibirsk     | Genk                    | Aalesund                | Hajduk Split               |
| Dnipro Dnipropetrovsk | Luzern                  | Sturm Graz              | Inter Turku                |
| AZ Alkmaar            | Nordsjælland            | Red Star Belgrade       |                            |
| Timişoara             | Odense                  | Maccabi Haifa           |                            |
| 2ª Pré-eliminatória   |                         |                         |                            |
| Karpaty Lviv          | Austria Wien            | Shamrock Rovers         | Sillamäe Kalev             |
| Utrecht               | Rapid Wien              | Jelgava                 | Besa Kavajë                |
| Dinamo Bucureşti      | OFK Beograd             | Ventspils               | Atyrau                     |
| Marítimo              | Spartak Subotica        | Maribor                 |                            |
| Besiktas              | Maccabi Tel Aviv        | Gorica                  | Bangor City                |
| Olympiacos            | APOEL                   | Dinamo Minsk            | Cliftonville               |
| Motherwell            | IF Elfsborg             | Borac Banja Luka        | Víkingur                   |
| Cercle Brugge         | Dukla Banská Bystrica   | Videoton                | Differdange                |
| Lausanne-Sport        | Wisla Kraków            | Breiðablik              | Buducnost Podgorica        |
| Brøndby               | Cibalia                 | Iskra-Stal              | UE Sant Julià              |
| Levski Sofia          | Honka                   | WIT Georgia             | Valletta                   |
| Baník Ostrava         | Sūduva Marijampolė      | Vaduz                   | Tre Penne                  |
| Molde                 | Šiauliai                | Teteks                  |                            |
| Stabæk                | Sporting Fingal         | Baku                    |                            |
| 1ª Pré-eliminatória   |                         |                         |                            |
| Bnei Yehuda           | Široki Brijeg           | Khazar Lankaran         | EB/Streymur                |
| Anorthosis            | Zrinjski                | Narva Trans             | NSÍ Runavík                |
| Kalmar FF             | Győr                    | Flora                   | F91 Dudelange              |
| Nitra                 | Zalaegerszeg            | KF Tirana               | CS Grevenmacher            |
| Ruch Chorzów          | KR Reykjavík            | Laçi                    | Mogren                     |
| Šibenik               | Fylkir                  | Shakhter Karaganda      | Zeta                       |
| TPS                   | Olimpia                 | Tobol Kostanay          | UE Santa Coloma            |
| Tauras Tauragė        | Dacia                   | Ulisses                 | Lusitanos                  |
| Dundalk               | Dinamo Tbilisi          | Banants                 | Sliema Wanderers           |
| Skonto                | Zestafoni               | Llanelli                | Faetano                    |
| Olimpija              | Rabotnicki              | Port Talbot Town        | Gefle                      |
| Dnepr Mogilev         | Metalurg Skopje         | Glentoran               | Randers                    |
| Torpedo Zhodino       | Qarabag                 | Portadown               | MYPA                       |

1: O Atlético Madrid entra automaticamente na fase de grupos por ser o campeão da Liga Europa da UEFA 2009-10.
2: O Portsmouth, vice-campeão da FA Cup 2009-10, teria sua vaga garantida na Uefa Europa League, já que o campeão Chelsea se classificou para a Liga dos Campeões da UEFA de 2010-11, porém por problemas financeiros o Portsmouth foi desclassificado e a vaga foi concedida ao 7º colocado da Premier League 2009-10, neste caso o Liverpool F.C.
3: O Mallorca, 5º colocado na La Liga 2009-10, também não pode se classificar para a Uefa Europa League por problemas financeiros, então o 7º colocado Villarreal será um dos representantes da Espanha na competição.

## Rodadas de qualificação

### 1ª Pré-eliminatória
| Equipe 1           | Total      | Equipe 2         | 1.º jogo | 2.º jogo  |
| ------------------ | ---------- | ---------------- | -------- | --------- |
| UE Santa Coloma    | 0–5        | Mogren           | 0–3      | 0–2       |
| Olimpija Ljubljana | 0–5        | Široki Brijeg    | 0–2      | 0–3       |
| Anorthosis         | 4–0        | Banants          | 3–0      | 1–0       |
| Olimpia Bălți      | 1–1 (g.f.) | Khazar Lankaran  | 0–0      | 1–1       |
| Šibenik            | 3–0        | Sliema Wanderers | 0–0      | 3–0       |
| Tobol              | 2–4        | Zrinjski         | 1–2      | 1–2       |
| Ulisses            | 0–1        | Bnei Yehuda      | 0–0      | 0–1       |
| Rabotnički         | 11–0       | Lusitanos        | 5–0      | 6–0       |
| Tirana             | 1–0        | Zalaegerszeg     | 0–0      | 1–0 (aet) |
| Zestafoni          | 5–0        | Faetano          | 5–0      | 0–0       |
| NSÍ                | 1–4        | Gefle            | 0–2      | 1–2       |
| Torpedo Zhodino    | 6–1        | Fylkir           | 3–0      | 3–1       |
| Randers            | 7–3        | F91 Dudelange    | 6–1      | 1–2       |
| Portadown          | 2–1        | Skonto           | 1–1      | 1–0       |
| TPS                | 7–1        | Port Talbot Town | 3–1      | 4–0       |
| KR                 | 5–2        | Glentoran        | 3–0      | 2–2       |
| Grevenmacher       | 4–5        | Dundalk          | 3–3      | 1–2       |
| Kalmar FF          | 4–0        | EB/Streymur      | 1–0      | 3–0       |
| Llanelli           | 4–5        | Tauras Tauragė   | 2–2      | 2–3 (aet) |
| Narva Trans        | 0–7        | MYPA             | 0–2      | 0–5       |
| Zeta               | 1–1 (g.f.) | Dacia Chișinău   | 1–1      | 0–0       |
| Laçi               | 2–8        | Dnepr Mogilev    | 1–1      | 1–7       |
| Shakhter Karagandy | 1–3        | Ruch Chorzów     | 1–2      | 0–1       |
| Dinamo Tbilisi     | 2–1        | Flora            | 2–1      | 0–0       |
| Nitra              | 3–5        | Győr             | 2–2      | 1–3       |
| Qarabag            | 5–2        | Metalurg Skopje  | 4–1      | 1–1       |

Fonte: UEFA: Resultados 1ª Pré-Eliminatória

### 2ª Pré-eliminatória
| Equipe 1         | Total      | Equipe 2              | 1.º jogo | 2.º jogo  |
| ---------------- | ---------- | --------------------- | -------- | --------- |
| Cercle Brugge    | 2–2 (g.f.) | TPS                   | 0–1      | 2–1       |
| Motherwell       | 2–0        | Breiðablik            | 1–0      | 1–0       |
| Anorthosis       | 3–2        | Šibenik               | 0–2      | 3–0 (pro) |
| Lausanne-Sport   | 2–1        | Borac Banja Luka      | 1–0      | 1–1       |
| Šiauliai         | 0–7        | Wisla Kraków          | 0–2      | 0–5       |
| Kalmar FF        | 2–0        | Dacia Chișinău        | 0–0      | 2–0       |
| Utrecht          | 5–1        | KF Tirana             | 4–0      | 1–1       |
| Gorica           | 1–4        | Randers               | 0–3      | 1–1       |
| Marítimo         | 6–4        | Sporting Fingal       | 3–2      | 3–2       |
| Sūduva           | 2–6        | Rapid Wien            | 0–2      | 2–4       |
| Ventspils        | 1–3        | Teteks                | 0–0      | 1–3       |
| OFK Beograd      | 3–2        | Torpedo Zhodino       | 2–2      | 1–0       |
| Olimpia Bălți    | 1–7        | Dinamo Bucuresti      | 0–2      | 1–5       |
| MYPA             | 8–0        | UE Sant Julià         | 3–0      | 5–0       |
| Videoton         | 1–3        | Maribor               | 1–1      | 0–2       |
| Brøndby          | 3–0        | Vaduz                 | 3–0      | 0–0       |
| Stabæk           | 3–3 (g.f.) | Dnepr Mogilev         | 2–2      | 1–1       |
| Shamrock Rovers  | 2–1        | Bnei Yehuda           | 1–1      | 1–0       |
| IF Elfsborg      | 3–1        | Iskra-Stal            | 2–1      | 1–0       |
| KR Reykjavík     | 2–6        | Karpaty Lviv          | 0–3      | 2–3       |
| Maccabi Tel Aviv | 3–2        | Mogren                | 2–0      | 1–2       |
| Austria Wien     | 3–2        | Široki Brijeg         | 2–2      | 1–0       |
| Tauras Tauragė   | 1–6        | APOEL                 | 0–3      | 1–3       |
| Molde            | 2–2 (g.f.) | Jelgava               | 1–0      | 1–2       |
| Zestafoni        | 3–1        | Dukla Banská Bystrica | 3–0      | 0–1       |
| Honka            | 2–3        | Bangor City           | 1–1      | 1–2       |
| Levski Sofia     | 8–0        | Dundalk               | 6–0      | 2–0       |
| WIT Georgia      | 0–6        | Baník Ostrava         | 0–6      | 0–0       |
| Atyrau           | 0–5        | Győr                  | 0–3      | 0–2       |
| Qarabag          | 3–2        | Portadown             | 2–1      | 1–1       |
| Besiktas         | 7–0        | Víkingur              | 3–0      | 4–0       |
| Differdange      | 3–5        | Spartak Subotica      | 3–3      | 0–2       |
| Dinamo Minsk     | 10–1       | Sillamäe Kalev        | 5–1      | 5–0       |
| Valletta         | 1–1 (g.f.) | Ruch Chorzów          | 1–1      | 0–0       |
| Baku             | 2–4        | Buducnost Podgorica   | 0–3      | 2–1       |
| Zrinjski         | 13–3       | Tre Penne             | 4–1      | 9–2       |
| Dinamo Tbilisi   | 4–2        | Gefle                 | 2–1      | 2–1       |
| Cliftonville     | 1–0        | Cibalia               | 1–0      | 0–0       |
| Besa Kavajë      | 1–11       | Olympiacos            | 0–5      | 1–6       |

Fonte: UEFA: Resultados 2ª Pré-Eliminatória

### 3ª Pré-eliminatória
| Equipe 1              | Total         | Equipe 2              | 1.º jogo | 2.º jogo |
| --------------------- | ------------- | --------------------- | -------- | -------- |
| Odense                | 5–3           | Zrinjski              | 5–3      | 0–0      |
| Dnepr Mogilev         | 3–1           | Baník Ostrava         | 1–0      | 2–1      |
| Rabotnicki            | 0–4           | Liverpool             | 0–2      | 0–2      |
| Marítimo              | 10–3          | Bangor City           | 8–2      | 2–1      |
| Beroe Stara Zagora    | 1–4           | Rapid Wien            | 1–1      | 0–3      |
| MYPA                  | 4–5           | Timisoara             | 1–2      | 3–3      |
| CSKA Sofia            | 5–1           | Cliftonville          | 3–0      | 2–1      |
| Karpaty Lviv          | 2–0           | Zestafoni             | 1–0      | 1–0      |
| Shamrock Rovers       | 0–3           | Juventus              | 0–2      | 0–1      |
| IF Elfsborg           | 7–1           | Teteks                | 5–0      | 2–1      |
| Nordsjælland          | 1–3           | Sporting CP           | 0–1      | 1–2      |
| Maribor               | 6–2           | Hibernian             | 3–0      | 3–2      |
| Red Star Belgrade     | 2–3           | Slovan Bratislava     | 1–2      | 1–1      |
| Inter Turku           | 3–8           | Genk                  | 1–5      | 2–3      |
| Ruch Chorzów          | 1–6           | Austria Wien          | 1–3      | 0–3      |
| Viktoria Plzeň        | 1–4           | Besiktas              | 1–1      | 0–3      |
| Olympiacos            | 2–2 (g.f.)    | Maccabi Tel Aviv      | 2–1      | 0–1      |
| Wisla Kraków          | 2–4           | Qarabag               | 0–1      | 2–3      |
| Sturm Graz            | 3–1           | Dinamo Tbilisi        | 2–0      | 1–1      |
| Cercle Brugge         | 2–3           | Anorthosis            | 1–0      | 1–3      |
| Buducnost Podgorica   | 1–3           | Brøndby               | 1–2      | 0–1      |
| Molde                 | 4–5           | Stuttgart             | 2–3      | 2–2      |
| Maccabi Haifa         | 2–3           | Dinamo Minsk          | 1–0      | 1–3      |
| Utrecht               | 4–1           | Luzern                | 1–0      | 3–1      |
| Sibir Novosibirsk     | 2–2 (g.f.)    | Apollon               | 1–0      | 1–2      |
| Randers               | 3–4           | Lausanne-Sport        | 2–3      | 1–1      |
| Dinamo Bucuresti      | 3–4           | Hajduk Split          | 3–1      | 0–3      |
| AZ                    | 2–1           | IFK Göteborg          | 2–0      | 0–1      |
| Spartak Subotica      | 2–3           | Dnipro Dnipropetrovsk | 2–1      | 0–2      |
| Győr                  | 1–1 (4–3d.p.) | Montpellier           | 0–1      | 1–0(pro) |
| Aalesund              | 1–4           | Motherwell            | 1–1      | 0–3      |
| Kalmar FF             | 3–6           | Levski Sofia          | 1–1      | 2–5      |
| Galatasaray           | 7–3           | OFK Beograd           | 2–2      | 5–1      |
| Jagiellonia Bialystok | 3–4           | Aris                  | 1–2      | 2–2      |
| APOEL                 | 4–1           | Jablonec              | 1–0      | 3–1      |

Fonte: UEFA: Resultados 3ª Pré-Eliminatória

## Play-off
74 clubes irão jogar a rodada de Play-Off: 35 vencedores da Terceira Rodada, 15 perdedores da terceira rodada da Liga dos Campeões da UEFA de 2010-11 e mais 24 clubes que irão entrar nesta rodada.
Os jogos estão marcados para 19 e 26 de agosto.
| Equipe 1              | Total          | Equipe 2           | 1.º jogo | 2.º jogo |
| --------------------- | -------------- | ------------------ | -------- | -------- |
| Paris Saint-Germain   | 5–4            | Maccabi Tel Aviv   | 2–0      | 3–4      |
| Bayer Leverkusen      | 6–1            | Tavriya Simferopol | 3–0      | 3–1      |
| CSKA Moscou           | 6–1            | Anorthosis         | 4–0      | 2–1      |
| Hajduk Split          | 5–2            | Unirea Urziceni    | 4–1      | 1–1      |
| Feyenoord             | 1–2            | Gent               | 1–0      | 0–2      |
| Genk                  | 2–7            | Porto              | 0–3      | 2–4      |
| Debrecen              | 4–1            | Litex Lovech       | 2–0      | 2–1      |
| Aris                  | 2–1            | Austria Wien       | 1–0      | 1–1      |
| Galatasaray           | 3–3 (g.f.)     | Karpaty Lviv       | 2–2      | 1–1      |
| Palermo               | 5–3            | Maribor            | 3–0      | 2–3      |
| Club Brugge           | 5–3            | Dínamo Minsk       | 2–1      | 3–2      |
| Omonia                | 2–3            | Metalist Kharkiv   | 0–1      | 2–2      |
| Vaslui                | 0–2            | Lille              | 0–0      | 0–2      |
| Napoli                | 3–0            | Elfsborg           | 1–0      | 2–0      |
| Sporting CP           | 3–2            | Brøndby            | 0–2      | 3–0      |
| Steaua Bucuresti      | 1–1 (4-3 d.p.) | Grasshoppers       | 1–0      | 0–1      |
| Liverpool             | 3–1            | Trabzonspor        | 1–0      | 2–1      |
| Celtic                | 2–4            | Utrecht            | 2–0      | 0–4      |
| Borussia Dortmund     | 5–0            | Qarabag            | 4–0      | 1–0      |
| AIK                   | 1–2            | Levski Sofia       | 0–0      | 1–2      |
| Sturm Graz            | 1–3            | Juventus           | 1–2      | 0–1      |
| Getafe                | 2–1            | APOEL              | 1–0      | 1–1      |
| Dundee United         | 1–2            | AEK Atenas         | 0–1      | 1–1      |
| AZ                    | 3–2            | Aktobe             | 2–0      | 1–2      |
| Dnipro Dnipropetrovsk | 0–1            | Lech Poznan        | 0–1      | 0–0      |
| Rapid Wien            | 4–3            | Aston Villa        | 1–1      | 3–2      |
| CSKA Sofia            | 5–2            | The New Saints     | 3–0      | 2–2      |
| Besiktas              | 6–0            | HJK Helsinki       | 2–0      | 4–0      |
| Slovan Bratislava     | 2–3            | Stuttgart          | 0–1      | 2–2      |
| Sibir Novosibirsk     | 1–5            | PSV Eindhoven      | 1–0      | 0–5      |
| BATE Borisov          | 5–1            | Marítimo           | 3–0      | 2–1      |
| Lausanne-Sport        | 2–2 (4-3 d.p.) | Lokomotiv Moscou   | 1–1      | 1–1      |
| Győr                  | 1–4            | Dínamo Zagreb      | 0–2      | 1–2      |
| Odense                | 3–1            | Motherwell         | 2–1      | 1–0      |
| PAOK                  | 2–1            | Fenerbahçe         | 1–0      | 1–1      |
| Villarreal            | 7–1            | Dnepr Mogilev      | 5–0      | 2–1      |
| Timisoara             | 0–3            | Manchester City    | 0–1      | 0–2      |

Fonte: UEFA: Resultados do Play-Off

## Fase de grupos
48 clubes vão disputar esta fase, divididos em 12 grupos com quatro clubes cada um. Os clubes serão os 37 vencedores do Play-Off, o defensor do titulo e mais  10 perdedores do Play-Off da Liga dos Campeões da UEFA de 2010-11. Os 2 primeiros colocados de cada grupo irão se classificar para a fase de Dezasseis-avos finais.
Os clubes foram divididos em 4 potes e foi realizado o sorteio para os grupos.
| Pote 1 | Pote 2 | Pote 3 | Pote 4 |
| --- | --- | --- | --- |
| - Atletico Madrid - Liverpool - Sevilla - Porto - Villarreal - CSKA Moscou - PSV - Zenit - Juventus - Sporting - Stuttgart - AZ | - Steua Bucareste - Lille - Dínamo Kiev - Anderlecht - Bayer Leverkusen - PSG - Club Brugge - Palermo - Getafe - Besiktas - Manchester City - Sampdoria | - Sparta Praga - AEK - Metalist Kharkiv - Levski Sofia - Rosenborg - Red Bull Salzburg - CSKA Sofia - Odense - Napoli - Borussia Dortmund - Dínamo Zagreb - BATE | - Aris - Rapid Wien - PAOK - Lech Poznan - Karpaty Lviv - Young Boys - Utrecht - Gent - Lausanne Sports - Sheriff - Debreceni - Hajduk Split |

Fonte: UEFA: Sorteio Fase de Grupos
| Classificados para os Dezasseis-avos de Final |
| Eliminados                                    |

### Grupo A
| Equipa            | J | V | E | D | GM | GS | SG | Pts |
| ----------------- | - | - | - | - | -- | -- | -- | --- |
| Manchester City   | 6 | 3 | 2 | 1 | 11 | 6  | +5 | 11  |
| Lech Poznan       | 6 | 3 | 2 | 1 | 11 | 8  | +3 | 11  |
| Juventus          | 6 | 0 | 6 | 0 | 7  | 7  | 0  | 6   |
| Red Bull Salzburg | 6 | 0 | 2 | 4 | 1  | 9  | -8 | 2   |

|                   | JUV | MAN | RBS | LEC |
| ----------------- | --- | --- | --- | --- |
| Juventus          | –   | 1–1 | 0–0 | 3–3 |
| Manchester City   | 1–1 | –   | 3–0 | 3–1 |
| Red Bull Salzburg | 1–1 | 0–2 | –   | 0–1 |
| Lech Poznan       | 1–1 | 3–1 | 2–0 | –   |

### Grupo B
| Equipa           | J | V | E | D | GM | GS | SG  | Pts |
| ---------------- | - | - | - | - | -- | -- | --- | --- |
| Bayer Leverkusen | 6 | 3 | 3 | 0 | 8  | 2  | +6  | 12  |
| Aris             | 6 | 3 | 1 | 2 | 7  | 5  | +2  | 10  |
| Atletico Madrid  | 6 | 2 | 2 | 2 | 9  | 7  | +2  | 8   |
| Rosenborg        | 6 | 1 | 0 | 4 | 3  | 13 | -10 | 3   |

|                  | ATM | BAY | ROS | ARI |
| ---------------- | --- | --- | --- | --- |
| Atlético Madrid  | –   | 1–1 | 3–0 | 2–3 |
| Bayer Leverkusen | 1–1 | –   | 4–0 | 1–0 |
| Rosenborg        | 1–2 | 0–1 | –   | 2–1 |
| Aris             | 1–0 | 0–0 | 2–0 | –   |

### Grupo C
| Equipa       | J | V | E | D | GM | GS | SG | Pts |
| ------------ | - | - | - | - | -- | -- | -- | --- |
| Sporting     | 6 | 4 | 0 | 2 | 14 | 6  | +8 | 12  |
| Lille        | 6 | 2 | 2 | 2 | 8  | 6  | +2 | 8   |
| Gent         | 6 | 2 | 1 | 3 | 8  | 13 | -5 | 7   |
| Levski Sofia | 6 | 2 | 1 | 3 | 6  | 11 | -5 | 7   |

|              | SPO | LIL | LEV | GEN |
| ------------ | --- | --- | --- | --- |
| Sporting     | –   | 1–0 | 5–0 | 5–1 |
| Lille        | 1–2 | –   | 1–0 | 3–0 |
| Levski Sofia | 1–0 | 2–2 | –   | 3–2 |
| Gent         | 3–1 | 1–0 | 1–1 | –   |

### Grupo D
| Equipa        | J | V | E | D | GM | GS | SG | Pts |
| ------------- | - | - | - | - | -- | -- | -- | --- |
| Villarreal    | 6 | 4 | 0 | 2 | 8  | 5  | +3 | 12  |
| PAOK          | 6 | 3 | 2 | 1 | 5  | 3  | +2 | 11  |
| Dínamo Zagreb | 6 | 2 | 1 | 3 | 4  | 5  | -1 | 7   |
| Club Brugge   | 6 | 0 | 3 | 3 | 4  | 8  | -4 | 3   |

|               | VIL | BRU | DIN | PAOK |
| ------------- | --- | --- | --- | ---- |
| Villarreal    | –   | 2–1 | 3–0 | 1–0  |
| Club Brugge   | 1–2 | –   | 0–2 | 1–1  |
| Dinamo Zagreb | 2–0 | 0–0 | –   | 0–1  |
| PAOK          | 1–0 | 1–1 | 1–0 | –    |

### Grupo E
| Equipa      | J | V | E | D | GM | GS | SG | Pts |
| ----------- | - | - | - | - | -- | -- | -- | --- |
| Dínamo Kiev | 6 | 3 | 2 | 1 | 10 | 6  | +4 | 11  |
| BATE        | 6 | 3 | 1 | 2 | 11 | 11 | 0  | 10  |
| AZ          | 6 | 2 | 1 | 3 | 8  | 10 | -2 | 7   |
| Sheriff     | 6 | 1 | 2 | 3 | 5  | 7  | -2 | 5   |

|             | AZ  | DIN | BATE | SHE |
| ----------- | --- | --- | ---- | --- |
| AZ          | –   | 1–2 | 3–0  | 2–1 |
| Dinamo Kiev | 2–0 | –   | 2–2  | 0–0 |
| BATE        | 4–1 | 1–4 | –    | 3–1 |
| Sheriff     | 1–1 | 2–0 | 0–1  | –   |

### Grupo F
| Equipa          | J | V | E | D | GM | GS | SG  | Pts |
| --------------- | - | - | - | - | -- | -- | --- | --- |
| CSKA Moscou     | 6 | 5 | 1 | 0 | 18 | 3  | +15 | 16  |
| Sparta Praga    | 6 | 2 | 3 | 1 | 12 | 12 | 0   | 9   |
| Palermo         | 6 | 2 | 1 | 3 | 7  | 11 | -4  | 7   |
| Lausanne Sports | 6 | 0 | 1 | 5 | 5  | 16 | -11 | 1   |

|                 | CSKA | PAL | SPA | LAU |
| --------------- | ---- | --- | --- | --- |
| CSKA Moscou     | –    | 3–1 | 3–0 | 5–1 |
| Palermo         | 0–3  | –   | 2–2 | 1–0 |
| Sparta Praga    | 1–1  | 3–2 | –   | 3–3 |
| Lausanne Sports | 0–3  | 0–1 | 1–3 | –   |

### Grupo G
| Equipa       | J | V | E | D | GM | GS | SG  | Pts |
| ------------ | - | - | - | - | -- | -- | --- | --- |
| Zenit        | 6 | 6 | 0 | 0 | 18 | 6  | +12 | 18  |
| Anderlecht   | 6 | 2 | 1 | 3 | 8  | 8  | 0   | 7   |
| AEK          | 6 | 2 | 1 | 3 | 9  | 13 | -4  | 7   |
| Hajduk Split | 6 | 1 | 0 | 5 | 5  | 13 | -8  | 3   |

|              | ZEN | AND | AEK | HAJ |
| ------------ | --- | --- | --- | --- |
| Zenit        | –   | 3–1 | 4–2 | 2–0 |
| Anderlecht   | 1–3 | –   | 3–0 | 2–0 |
| AEK          | 0–3 | 1–1 | –   | 3–1 |
| Hajduk Split | 2–3 | 1–0 | 1–3 | –   |

### Grupo H
| Equipa     | J | V | E | D | GM | GS | SG  | Pts |
| ---------- | - | - | - | - | -- | -- | --- | --- |
| Stuttgart  | 6 | 5 | 0 | 1 | 16 | 6  | +10 | 15  |
| Young Boys | 6 | 3 | 0 | 3 | 10 | 10 | 0   | 9   |
| Getafe     | 6 | 2 | 1 | 3 | 4  | 8  | -4  | 7   |
| OB         | 6 | 1 | 1 | 4 | 8  | 14 | -6  | 4   |

|            | STU | GET | OB  | YOB |
| ---------- | --- | --- | --- | --- |
| Stuttgart  | –   | 1–0 | 5–1 | 3–0 |
| Getafe     | 0–3 | –   | 2–1 | 1–0 |
| OB         | 1–2 | 1–1 | –   | 2–0 |
| Young Boys | 4–2 | 2–0 | 4–2 | –   |

### Grupo I
| Equipa           | J | V | E | D | GM | GS | SG | Pts |
| ---------------- | - | - | - | - | -- | -- | -- | --- |
| PSV              | 6 | 4 | 2 | 0 | 10 | 3  | +7 | 14  |
| Metalist Kharkiv | 6 | 3 | 2 | 1 | 9  | 4  | +5 | 11  |
| Sampdoria        | 6 | 1 | 2 | 3 | 4  | 7  | -3 | 5   |
| Debreceni        | 6 | 1 | 0 | 5 | 4  | 13 | -9 | 3   |

|                  | PSV | SAM | MET | DEB |
| ---------------- | --- | --- | --- | --- |
| PSV              | –   | 1–1 | 0–0 | 3–0 |
| Sampdoria        | 1–2 | –   | 0–0 | 1–0 |
| Metalist Kharkiv | 0–2 | 2–1 | –   | 2–1 |
| Debreceni        | 1–2 | 2–0 | 0–5 | –   |

### Grupo J
| Equipa              | J | V | E | D | GM | GS | SG  | Pts |
| ------------------- | - | - | - | - | -- | -- | --- | --- |
| Paris Saint-Germain | 6 | 3 | 3 | 0 | 9  | 4  | +5  | 12  |
| Sevilla             | 6 | 3 | 1 | 2 | 10 | 7  | +3  | 10  |
| Borussia Dortmund   | 6 | 2 | 3 | 1 | 10 | 7  | +3  | 9   |
| Karpaty Lviv        | 6 | 0 | 1 | 5 | 4  | 15 | -11 | 1   |

|                   | SEV | PSG | BOR | KAR |
| ----------------- | --- | --- | --- | --- |
| Sevilla           | –   | 0–1 | 2–2 | 4–0 |
| PSG               | 4–2 | –   | 0–0 | 2–0 |
| Borussia Dortmund | 0–1 | 1–1 | –   | 3–0 |
| Karpaty Lviv      | 0–1 | 1–1 | 3–4 | –   |

### Grupo K
| Equipa          | J | V | E | D | GM | GS | SG | Pts |
| --------------- | - | - | - | - | -- | -- | -- | --- |
| Liverpool       | 6 | 2 | 4 | 0 | 8  | 3  | +5 | 10  |
| Napoli          | 6 | 1 | 4 | 1 | 8  | 9  | -1 | 7   |
| Steua Bucareste | 6 | 1 | 3 | 2 | 9  | 11 | -2 | 6   |
| Utrecht         | 6 | 0 | 5 | 1 | 5  | 7  | -2 | 5   |

|                  | LIV | STE | NAP | UTR |
| ---------------- | --- | --- | --- | --- |
| Liverpool        | –   | 4–1 | 3–1 | 0–0 |
| Steaua Bucareste | 1–1 | –   | 3–3 | 3–1 |
| Napoli           | 0–0 | 1–0 | –   | 0–0 |
| Utrecht          | 0–0 | 1–1 | 3–3 | –   |

### Grupo L
| Equipa     | J | V | E | D | GM | GS | SG  | Pts |
| ---------- | - | - | - | - | -- | -- | --- | --- |
| Porto      | 6 | 5 | 1 | 0 | 14 | 4  | +10 | 16  |
| Besiktas   | 6 | 4 | 1 | 1 | 9  | 6  | +3  | 13  |
| Rapid Wien | 6 | 1 | 0 | 5 | 5  | 12 | -7  | 3   |
| CSKA Sofia | 6 | 1 | 0 | 5 | 4  | 10 | -6  | 3   |

|            | POR | BES | CSKA | RAP |
| ---------- | --- | --- | ---- | --- |
| Porto      | –   | 1–1 | 3–1  | 3–0 |
| Besiktas   | 1–3 | –   | 1–0  | 2–0 |
| CSKA Sofia | 0–1 | 1–2 | –    | 0–2 |
| Rapid Wien | 1–3 | 1–2 | 1–2  | –   |

## Fases finais

### Esquema
| 16 avos de final           | 16 avos de final | 16 avos de final | 16 avos de final |  |                     | Oitavas-de-final | Oitavas-de-final | Oitavas-de-final | Oitavas-de-final |  |  | Quartas-de-final | Quartas-de-final | Quartas-de-final | Quartas-de-final |  |  | Semifinais   | Semifinais | Semifinais | Semifinais |  |  | Final | Final |
|                            |                  |                  |                  |  |                     |                  |                  |                  |                  |  |  |                  |                  |                  |                  |  |  |              |            |            |            |  |  |       |       |
| PAOK                       | 0                | 1                | 1                |  |                     |                  |                  |                  |                  |  |  |                  |                  |                  |                  |  |  |              |            |            |            |  |  |       |       |
| CSKA Moscow                | 1                | 1                | 2                |  |                     | CSKA Moscow      | 0                | 1                | 1                |  |  |                  |                  |                  |                  |  |  |              |            |            |            |  |  |       |       |
| Sevilla                    | 1                | 1                | 2                |  | Porto               | 1                | 2                | 3                |                  |  |  |                  |                  |                  |                  |  |  |              |            |            |            |  |  |       |       |
| Porto (g.f.)               | 2                | 0                | 2                |  |                     |                  |                  |                  |                  |  |  | Porto            | 5                | 5                | 10               |  |  |              |            |            |            |  |  |       |       |
| Anderlecht                 | 0                | 0                | 0                |  |                     |                  |                  |                  |                  |  |  | Spartak Moscow   | 1                | 2                | 3                |  |  |              |            |            |            |  |  |       |       |
| Ajax                       | 2                | 3                | 5                |  |                     | Ajax             | 0                | 0                | 0                |  |  |                  |                  |                  |                  |  |  |              |            |            |            |  |  |       |       |
| Basel                      | 2                | 1                | 3                |  | Spartak Moscow      | 1                | 3                | 4                |                  |  |  |                  |                  |                  |                  |  |  |              |            |            |            |  |  |       |       |
| Spartak Moscow             | 3                | 1                | 4                |  |                     |                  |                  |                  |                  |  |  |                  |                  |                  |                  |  |  | Porto        | 5          | 2          | 7          |  |  |       |       |
| Metalist Kharkiv           | 0                | 0                | 0                |  |                     |                  |                  |                  |                  |  |  |                  |                  |                  |                  |  |  | Villarreal   | 1          | 3          | 4          |  |  |       |       |
| Bayer Leverkusen           | 2                | 4                | 6                |  |                     | Bayer Leverkusen | 2                | 1                | 3                |  |  |                  |                  |                  |                  |  |  |              |            |            |            |  |  |       |       |
| Napoli                     | 0                | 1                | 1                |  | Villarreal          | 3                | 2                | 5                |                  |  |  |                  |                  |                  |                  |  |  |              |            |            |            |  |  |       |       |
| Villarreal                 | 0                | 2                | 2                |  |                     |                  |                  |                  |                  |  |  | Villarreal       | 5                | 3                | 8                |  |  |              |            |            |            |  |  |       |       |
| Rubin Kazan                | 0                | 2                | 2                |  |                     |                  |                  |                  |                  |  |  | Twente           | 1                | 1                | 2                |  |  |              |            |            |            |  |  |       |       |
| Twente                     | 2                | 2                | 4                |  |                     | Twente           | 3                | 0                | 3                |  |  |                  |                  |                  |                  |  |  |              |            |            |            |  |  |       |       |
| Young Boys                 | 2                | 1                | 3                |  | Zenit St Petersburg | 0                | 2                | 2                |                  |  |  |                  |                  |                  |                  |  |  |              |            |            |            |  |  |       |       |
| Zenit St Petersburg        | 1                | 3                | 4                |  |                     |                  |                  |                  |                  |  |  |                  |                  |                  |                  |  |  |              |            |            |            |  |  | Porto | 1     |
| Beşiktaş                   | 1                | 0                | 1                |  |                     |                  |                  |                  |                  |  |  |                  |                  |                  |                  |  |  |              |            |            |            |  |  | Braga | 0     |
| Dynamo Kyiv                | 4                | 4                | 8                |  |                     | Dynamo Kyiv      | 2                | 0                | 2                |  |  |                  |                  |                  |                  |  |  |              |            |            |            |  |  |       |       |
| Aris                       | 0                | 0                | 0                |  | Manchester City     | 0                | 1                | 1                |                  |  |  |                  |                  |                  |                  |  |  |              |            |            |            |  |  |       |       |
| Manchester City            | 0                | 3                | 3                |  |                     |                  |                  |                  |                  |  |  | Dynamo Kyiv      | 1                | 0                | 1                |  |  |              |            |            |            |  |  |       |       |
| Lech Poznań                | 1                | 0                | 1                |  |                     |                  |                  |                  |                  |  |  | Braga (g.f.)     | 1                | 0                | 1                |  |  |              |            |            |            |  |  |       |       |
| Braga                      | 0                | 2                | 2                |  |                     | Braga            | 1                | 0                | 1                |  |  |                  |                  |                  |                  |  |  |              |            |            |            |  |  |       |       |
| Sparta Prague              | 0                | 0                | 0                |  | Liverpool           | 0                | 0                | 0                |                  |  |  |                  |                  |                  |                  |  |  |              |            |            |            |  |  |       |       |
| Liverpool                  | 0                | 1                | 1                |  |                     |                  |                  |                  |                  |  |  |                  |                  |                  |                  |  |  | Braga (g.f.) | 1          | 1          | 2          |  |  |       |       |
| Benfica                    | 2                | 2                | 4                |  |                     |                  |                  |                  |                  |  |  |                  |                  |                  |                  |  |  | Benfica      | 2          | 0          | 2          |  |  |       |       |
| Stuttgart                  | 1                | 0                | 1                |  |                     | Benfica          | 2                | 1                | 3                |  |  |                  |                  |                  |                  |  |  |              |            |            |            |  |  |       |       |
| BATE                       | 2                | 0                | 2                |  | Paris Saint-Germain | 1                | 1                | 2                |                  |  |  |                  |                  |                  |                  |  |  |              |            |            |            |  |  |       |       |
| Paris Saint-Germain (g.f.) | 2                | 0                | 2                |  |                     |                  |                  |                  |                  |  |  | Benfica          | 4                | 2                | 6                |  |  |              |            |            |            |  |  |       |       |
| Lille                      | 2                | 1                | 3                |  |                     |                  |                  |                  |                  |  |  | PSV Eindhoven    | 1                | 2                | 3                |  |  |              |            |            |            |  |  |       |       |
| PSV Eindhoven              | 2                | 3                | 5                |  |                     | PSV Eindhoven    | 0                | 1                | 1                |  |  |                  |                  |                  |                  |  |  |              |            |            |            |  |  |       |       |
| Rangers (g.f.)             | 1                | 2                | 3                |  | Rangers             | 0                | 0                | 0                |                  |  |  |                  |                  |                  |                  |  |  |              |            |            |            |  |  |       |       |
| Sporting CP                | 1                | 2                | 3                |  |                     |                  |                  |                  |                  |  |  |                  |                  |                  |                  |  |  |              |            |            |            |  |  |       |       |

### Dezesseis-avos de final
| Equipe 1         | Total      | Equipe 2             | 1.º jogo | 2.º jogo |
| ---------------- | ---------- | -------------------- | -------- | -------- |
| Napoli           | 1–2        | Villarreal           | 0–0      | 1–2      |
| Rangers          | 3–3 (g.f.) | Sporting CP          | 1–1      | 2–2      |
| Sparta Prague    | 0–1        | Liverpool            | 0–0      | 0–1      |
| Anderlecht       | 0–5        | Ajax                 | 0–3      | 0–2      |
| Lech Poznań      | 1–2        | Braga                | 1–0      | 0–2      |
| Beşiktaş         | 1–8        | Dynamo Kyiv          | 1–4      | 0–4      |
| Basel            | 3–4        | Spartak Moscow       | 2–3      | 1–1      |
| Young Boys       | 3–4        | Zenit St. Petersburg | 2–1      | 1–3      |
| Aris             | 0–3        | Manchester City      | 0–0      | 0–3      |
| PAOK             | 1–2        | CSKA Moscow          | 0–1      | 1–1      |
| Sevilla          | 2–2 (g.f.) | Porto                | 1–2      | 1–0      |
| Rubin Kazan      | 2–4        | Twente               | 0–2      | 2–2      |
| Lille            | 3–5        | PSV Eindhoven        | 2–2      | 1–3      |
| Benfica          | 4–1        | Stuttgart            | 2–1      | 2–0      |
| BATE             | 2–2 (g.f.) | Paris Saint-Germain  | 2–2      | 0–0      |
| Metalist Kharkiv | 0–6        | Bayer Leverkusen     | 0–4      | 0–2      |

### Oitavas-de-final
| Equipe 1         | Total | Equipe 2             | 1.º jogo | 2.º jogo |
| ---------------- | ----- | -------------------- | -------- | -------- |
| Benfica          | 3–2   | Paris Saint-Germain  | 2–1      | 1–1      |
| Dynamo Kyiv      | 2–1   | Manchester City      | 2–0      | 0–1      |
| Twente           | 3–2   | Zenit St. Petersburg | 3–0      | 0–2      |
| CSKA Moscow      | 1–3   | Porto                | 0–1      | 1–2      |
| PSV Eindhoven    | 1–0   | Rangers              | 0–0      | 1–0      |
| Bayer Leverkusen | 3–5   | Villarreal           | 2–3      | 1–2      |
| Ajax             | 0–4   | Spartak Moscow       | 0–1      | 0–3      |
| Braga            | 1–0   | Liverpool            | 1–0      | 0–0      |

### Quartas-de-final
| Equipe 1    | Total      | Equipe 2       | 1.º jogo | 2.º jogo |
| ----------- | ---------- | -------------- | -------- | -------- |
| Porto       | 10–3       | Spartak Moscow | 5–1      | 5–2      |
| Villarreal  | 8–2        | Twente         | 5–1      | 3–1      |
| Benfica     | 6–3        | PSV Eindhoven  | 4–1      | 2–2      |
| Dynamo Kyiv | 1–1 (g.f.) | Braga          | 1–1      | 0–0      |

### Semifinais
| Equipe 1 | Total      | Equipe 2   | 1.º jogo | 2.º jogo |
| -------- | ---------- | ---------- | -------- | -------- |
| Porto    | 7–4        | Villarreal | 5–1      | 2–3      |
| Benfica  | 2–2 (g.f.) | Braga      | 2–1      | 0–1      |

### Final
| 18 de maio de 2011 | Porto             | 1 – 0     | Braga | Aviva Stadium, Dublin       |
| 20:45              | Falcao García 43' | Relatório |       | Árbitro: ESP Carlos Velasco |

| UEFA Europa League 2010–11 Vencedor |
| ----------------------------------- |
| Portugal                            |
| Porto Segundo Título                |

## Artilheiros
Gols contabilizados a partir da fase de grupos, excluindo as fases de qualificação.
Nomes em negrito são de jogadores que continuam na competição.
| # | Nome           | Equipe      | Gols | Tempo Jogado |
| - | -------------- | ----------- | ---- | ------------ |
| 1 | Radamel Falcao | Porto       | 17   | 1101'        |
| 2 | Giuseppe Rossi | Villarreal  | 11   | 1037'        |
| 3 | Tomáš Necid    | CSKA Moscow | 6    | 526'         |